# 布塞

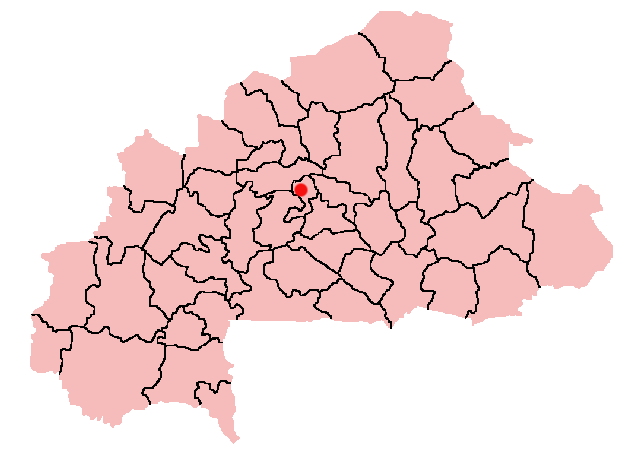

布塞（法語：Boussé）是西非国家布基纳法索的一座城市，也是库尔维奥戈省的首府，位于该国中部的高原-中部大区，距离首都瓦加杜古约52公里。海拔高度344米，2013年人口15,868。